# Szent Család-templom (Barcelona)

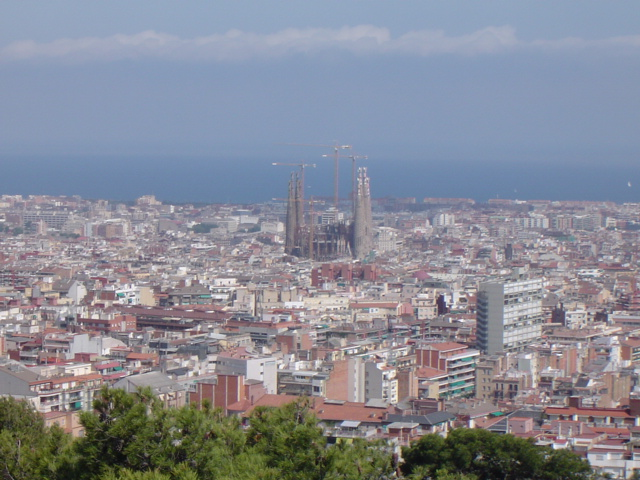
A Sagrada Família épülete

A Szent Család-templom (katalánul Sagrada Família), teljes nevén A Szent Család engesztelő temploma (Temple Expiatori de la Sagrada Família) vagy A Jövő Temploma római katolikus templom Spanyolországban, Katalónia fővárosában, Barcelonában, Antoni Gaudí mesterműve.
A templomot 2010. november 6-án XVI. Benedek pápa bazilika rangjára emelte és megszentelte. (De nem katedrális – Barcelona katedrálisa a Santa Eulàlia katedrális, egy gótikus stílusú épület a középkorból.)
Az építése 1882-ben kezdődött és a tervek összetettsége miatt rendkívül lassan halad, jelenleg is munkálatok folynak rajta. Az építkezések várhatóan 2026-ra fejeződnek be, 144 év után. Az épület az organikus építészet mintapéldánya, de sorolják a szecesszióhoz is, sőt kubista jegyeket is találtak rajta.

## Története
A templom építésének ötlete egy gazdag barcelonai könyvkereskedőtől ered, José María y Bocabella olyan bazilikát szeretett volna, amelyben gazdagok és szegények egyaránt imádkozhatnak. Alapítványa vásárolt egy 2 hektáros területet a város egyik akkori szegénynegyedében, amit ma a templomról La Sagrada Família negyednek hívnak. Az épület alapjait Francesc Paula de Villar tervezte, majd összeveszett az építtetőkkel, akik a munkával ezután Joan Martorellt, Barcelona egyházmegyei főépítészét keresték meg.

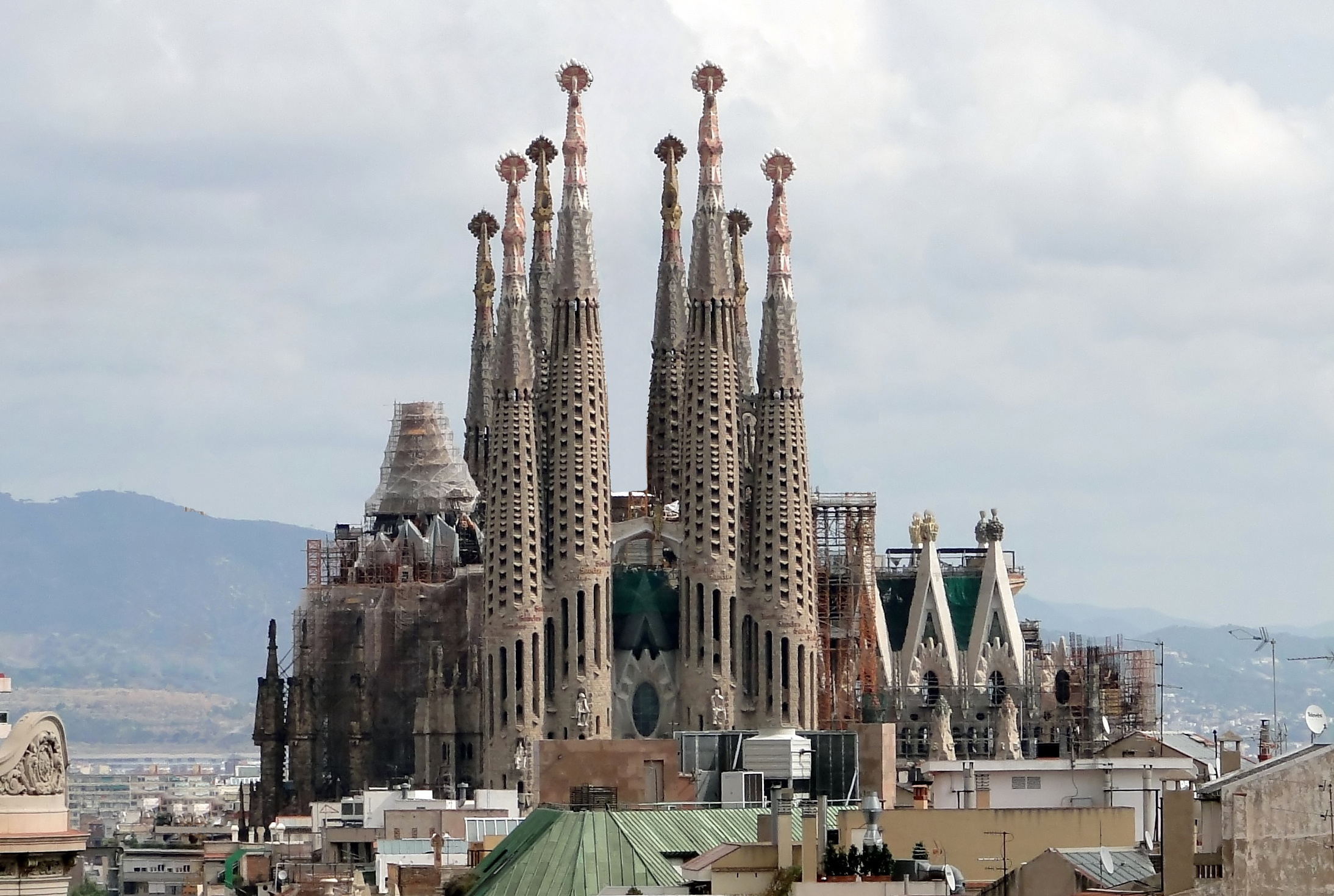
A Sagrada Família tornyai

Az első követ 1882-ben, Szent József napján helyezték el (Szent Józsefet az első vatikáni zsinat nyilvánította az egyetemes anyaszentegyház patrónusává). Bocabella alapította a Szent József-hívők Egyesületét, amely megvásárolta a területet.
1883-ban kapta meg Gaudí a templom készítésének feladatát. Életének további részét főként ennek a munkának szentelte, a templomot élete főművének tekintette. Gaudí bekapcsolódásával az eredetileg neogótikusnak tervezett templom építése egészen más irányt vett.
Mikor Gaudí a hivatalos vezetőjévé vált ennek a projektnek, saját stílusára változtatta az egész épületet, kivéve a már meglévő Kriptát. Nagyon nagy energiát fektetett ebbe a projektbe, élete hátralévő 43 évében, főleg az utolsó 15 évben, amikor már csak ezzel foglalkozott.
A spanyol polgárháborúban antiklerikális (Orwell szerint anarchista, katalán) partizánok felgyújtották és lerombolták a félkész épület egy részét, Antoni Gaudí makettjeit, tervrajzait és a kriptában kialakított műhelyét.
A templom 2006-ban lett Spanyolország leglátogatottabb idegenforgalmi látnivalója. Abban az évben már több mint 2 370 000 belépőjegyet adtak el az idelátogató turistáknak – ezzel megelőzte a madridi Pradót és a granadai Alhambrát.

## Leírása
Alaprajza kereszt alakú. Öt hajós; főhajója délre mutat, és hossza az apszistól az északi végig 90 méter. 45 méter széles; ebből a főhajó 15 méter, az oldalhajók egyenként 7,5 méteresek. A rövidebb, három hajós kereszthajó 60 méteres hosszt és 30 méteres szélességet ér el: fő kereszthajó 15 méter, a mellékhajók 7,5 méteresek. Majdnem az egész templomot körülöleli egy oszlopos folyosó. Tartalmaz egy kápolnát, amelyet Szűz Mária mennybevételének tiszteletére szenteltek.
Belsejében sok a bonyolult mintázat, mint a spirális, homokvárra emlékeztető tornyok, amelyek tetejét a kubizmus által ihletett mértani alakzatok díszítik.

### Stílusa
Ahogy a legtöbb hosszú ideig épülő templomban, úgy a Szent Család-templomban is több stílus jegyei lelhetők fel. A Gaudí előtti építészek neokatalán épületet terveztek, amely a neogótikus irányzat egyik fajtája. Maga Gaudí a modernizmus szellemében  alakította tovább. Különösen a Szenvedés Kapuja mutat modernista jegyeket.
Az építész személyes spiritualitása nagy hatással volt a tervezésre, amiben a természetet tekintette irányadónak. Emellett arra is ügyelt, hogy az építmény megfeleljen a funkciójának.

### Külső megjelenése

#### Tornyok
Gaudí nagy függőleges álló templomot tervezett, hogy látható legyen a város bármelyik pontjáról és kiemelkedjen a többi épület közül. A Sagrada Famíliát 18 toronnyal tervezte, amelyek közül 12 az apostolok, 4 az evangélisták tiszteletére van szentelve; a fennmaradó két torony Jézus és Szűz Mária tiszteletét jeleníti meg. A tornyok különböző magasságúak: például a külső Születés tornyai 98 méteresek, 107 méteresek a középső Szenvedés tornyai.
Az apostolok tornyainak alakja püspöki pásztorbotra emlékeztet. Hosszú, függőleges rések díszítik őket. A színes, filigrán megmunkált toronysisakok az illető apostol mint védőszent nevét viseli arany kereszten. Néhány tornyot keskeny kőhidak kötnek össze.
A bazilika fő tornya a Jézus-torony, amely a tervek szerint az összes többi fölé emelkedik majd. A négyezet fölé emelik, és 170 méteres magasságával magasabb lesz a jelenlegi legmagasabb templomtoronynál, az ulmi székesegyház tornyánál. Ezt a magasságot úgy választották meg, hogy messziről is látni lehessen, de ne legyen magasabb a környező hegyeknél, hogy az ember műve ne magasodjon Istené fölé.

#### Homlokzatai
- A Születés Kapuja (sp. Fachada de la Natividad, kat. façana del Naixement)

2005-ben a Születés Kapuja felőli homlokzatot az UNESCO világörökség részévé választották.
- A Szenvedés Kapuja (sp. Fachada de la Pasión, kat. façana de la Passió )
- A Feltámadás Kapuja (sp. Fachada de la Gloria, kat. façana de la Glòria )

A Születés Kapuja keleten nyílik. Nagyrészt még Gaudí életében készült. Részletgazdagon ábrázolja Jézus születését, és a klasszikus katalán építészetet idézi.
A Szenvedés Kapuja a nyugati oldalon helyezkedik el. Gaudí halála után kezdték el, és még nincs készen. Nem olyan díszes, mint a vele szemben levő kapu. Egyszerűség, letisztultság, áttekinthetőség és nagy alakzatok jellemzik. Hat ferde oszlop támasztja, és három kapuzata van.
A Feltámadás Kapuját a déli oldalra tervezték. Még nem kezdték el. A tervek szerint 21 oszlopa lesz, és két kápolnája, egy a szentségeknek szentelve, és egy keresztelőkápolna. A tervezett lépcsősor helyét egyelőre egy háztömb foglalja el.
A kápolnákhoz, a körfolyosóba és a tulajdonképpeni bazilikához 11 kapun lehet belépni.

### Belső terei
A belső magasság nagyon nagy: az oldalhajók magassága 30 méter, a fő- és a kereszthajó 45 méter, a négyezet 60 méter, és az apszis boltozata 75 méter magas. A boltozatot kőoszlopok tartják, amelyek fákat ábrázolnak, ezért a tetejükön szétágaznak, és beolvadnak a mennyezetbe. A lomb is megjelenik. 2010-re elkészült a belső tér és az ablakokat is beüvegezték Joan Vila i Grau színes tervei alapján. Az oltárt XVI. Benedek pápa szentelte fel 2010. november 7-én.
Az apszis hét kápolnát tartalmaz, amelyek az örömnek és a gyásznak készültek. Itt az ablakokat természeti motívumok díszítik. Mindegyikhez két sekrestyét fognak berendezni.

### Kripta
A kripta az apszis alatt fekszik. Amikor Gaudí átvette a tervezést, már majdnem kész volt, ezért nem lehetett sokat változtatni rajta. Gaudí megemelte a magasságát, hogy fentről beengedje a fényt és a levegőt.
A kripta neogót stílusú. Alaprajza közel kör alakú, és megközelítően 120 négyzetméteres alapterületű, oldalán félkörben hét kápolnával, amelyek közül a középső Szent József tiszteletére van szentelve. 
Vele szemben három főkápolna áll, amelyeket két oldalról egy-egy további kápolna kísér. A középsőben mutatják be a szentmisét. Jobbra a montserrati szűz kápolnája, aki Katalónia védőszentje, és a Jézus-kápolna Josep Maria Bocabella i Verdaguers sírjával. A másik oldalon a szentségek kápolnája, és a kármeli Szent Szűz kápolnája, ahol Antoni Gaudí is nyugszik.

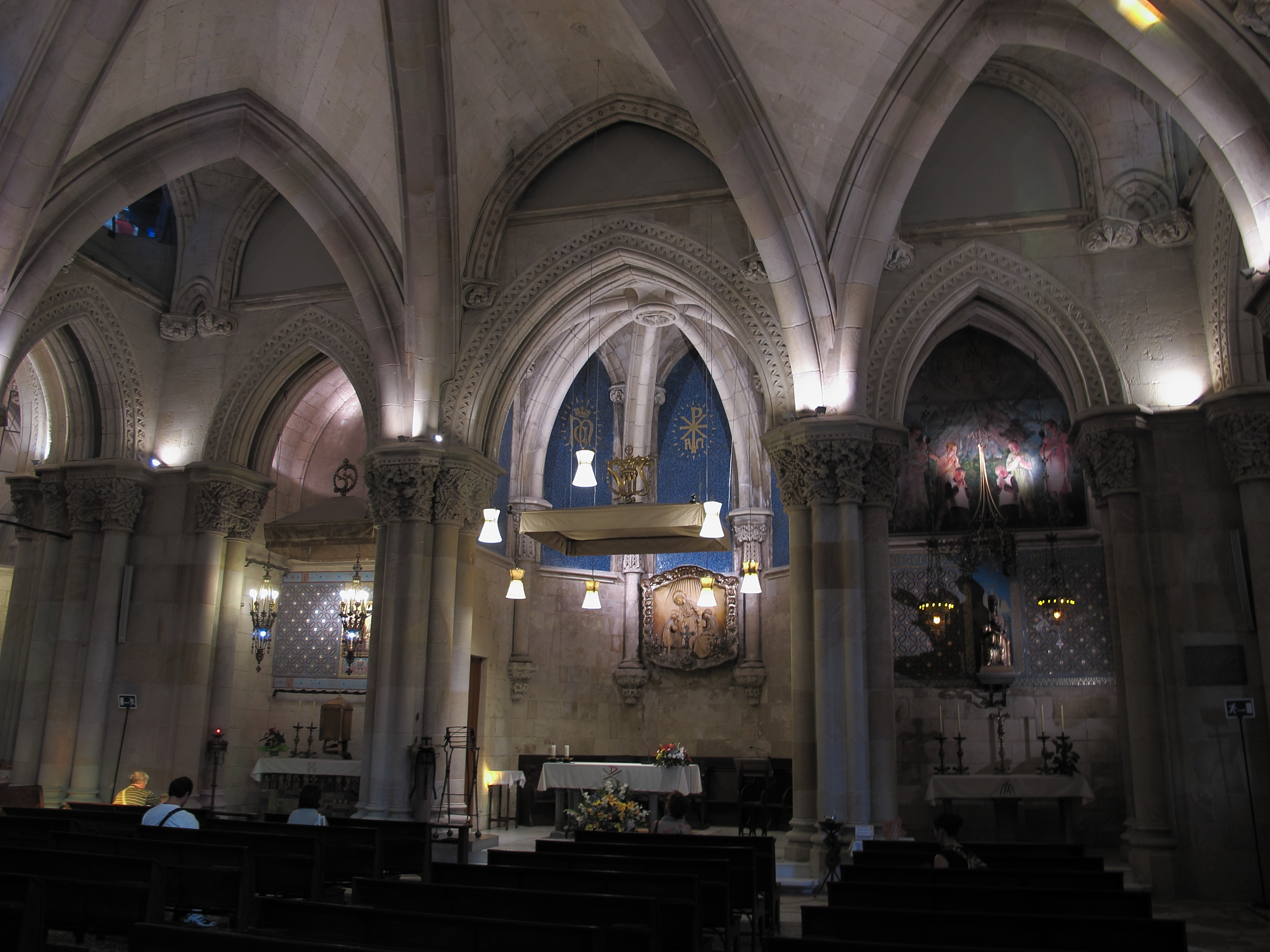
A három főkápolna
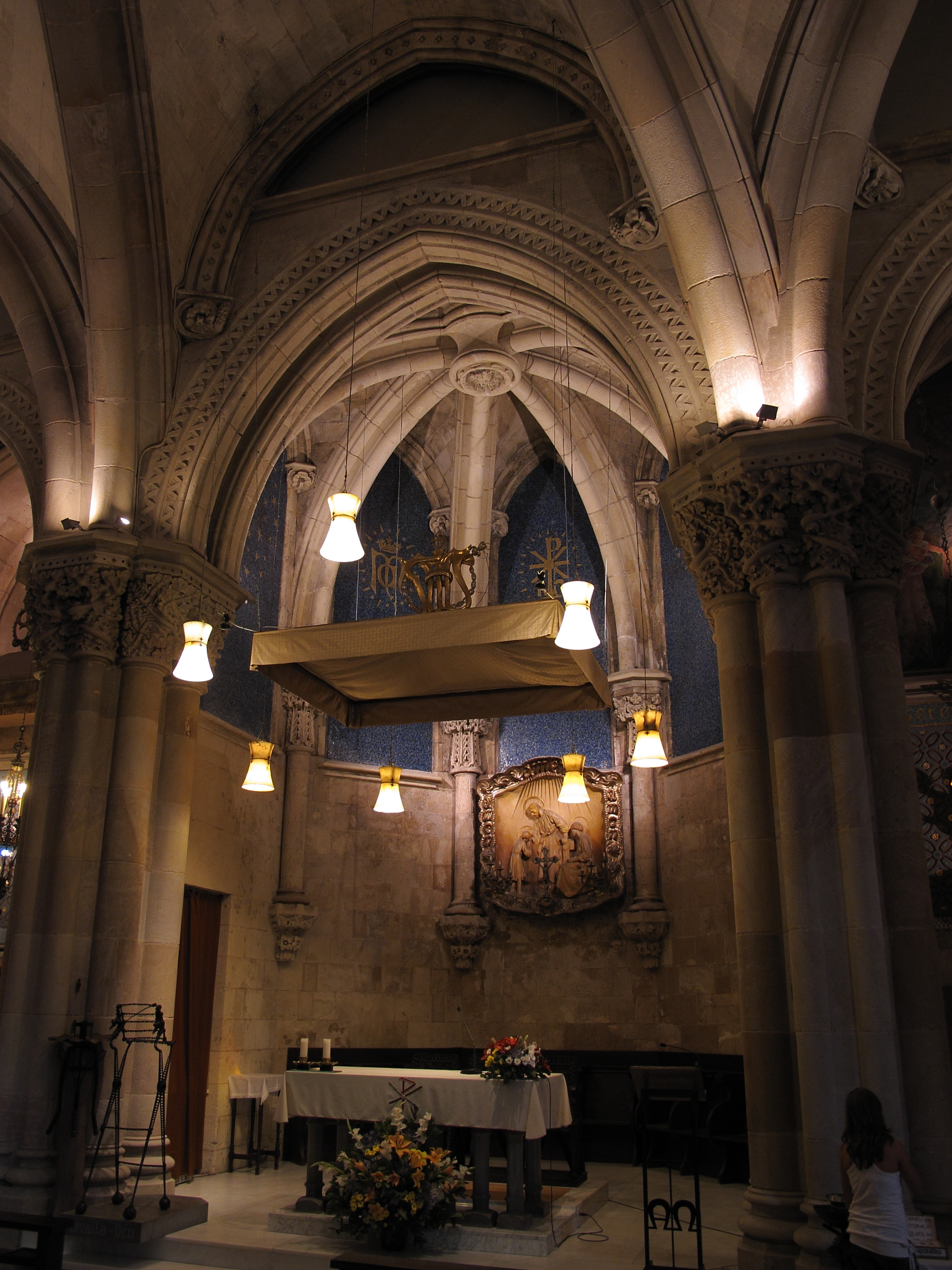
A főoltár
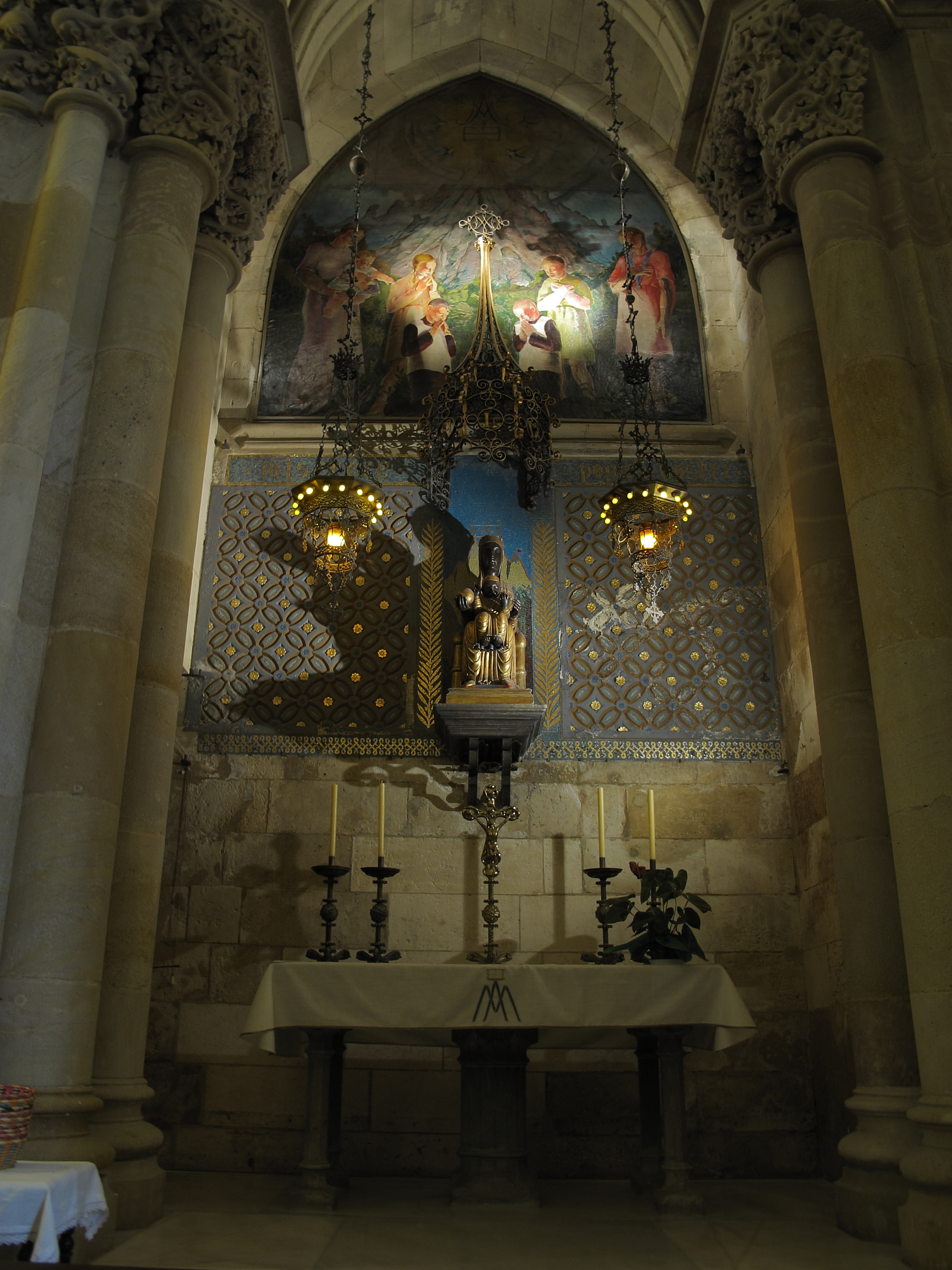
A montserrati Szent Szűz kápolnája
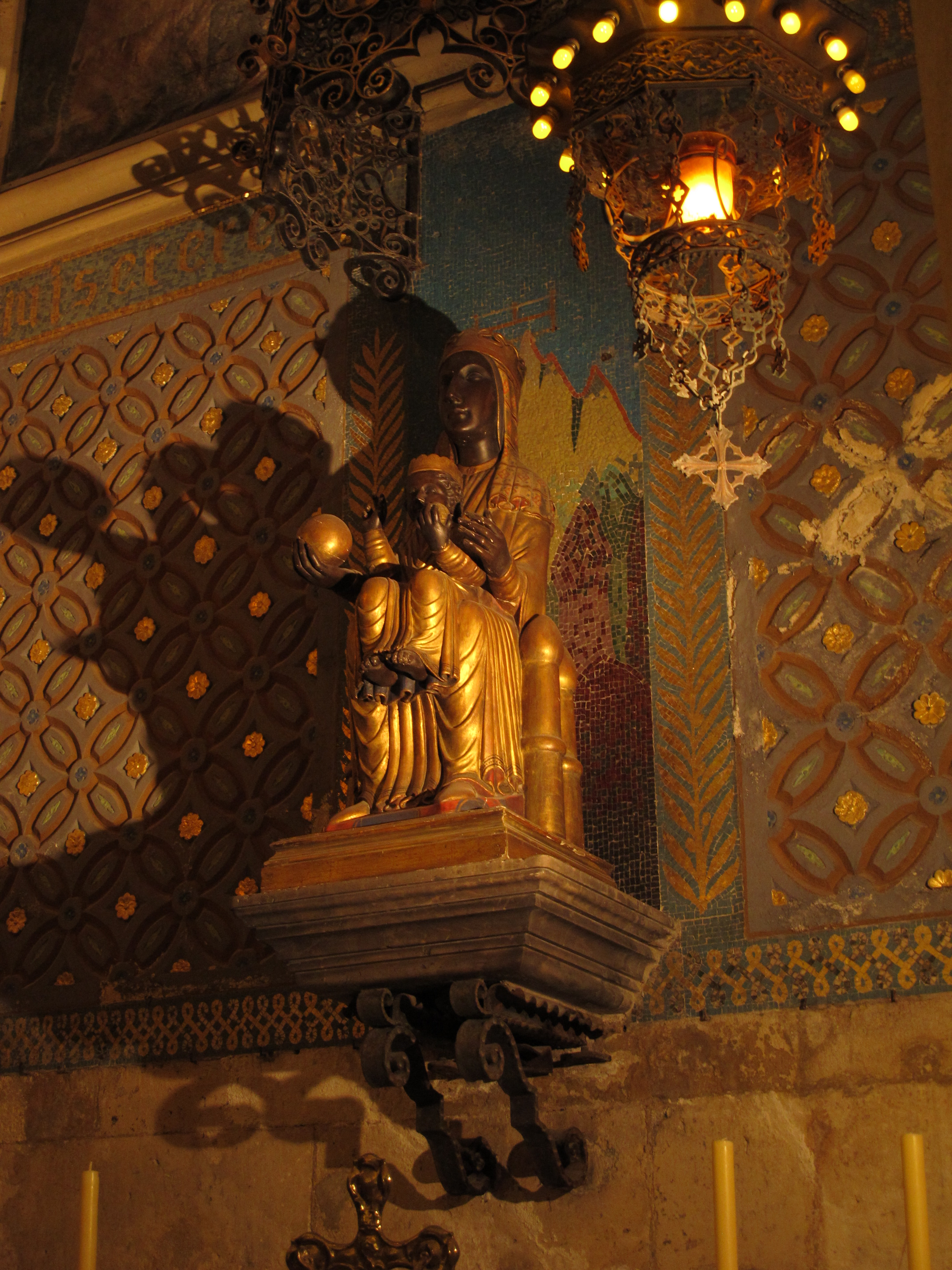
A montserrati Szent Szűz ábrázolása
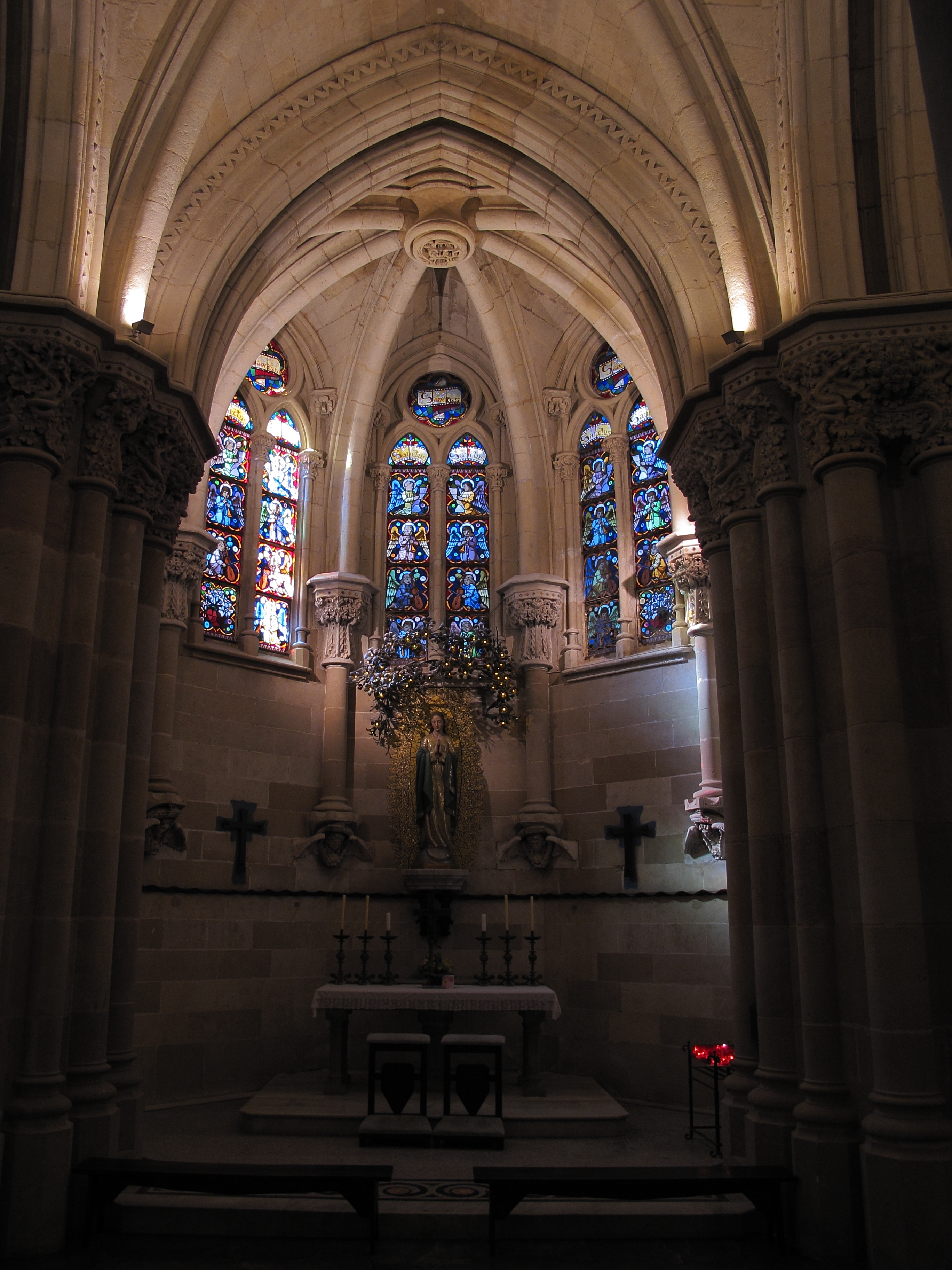
Kápolna a körfolyosón
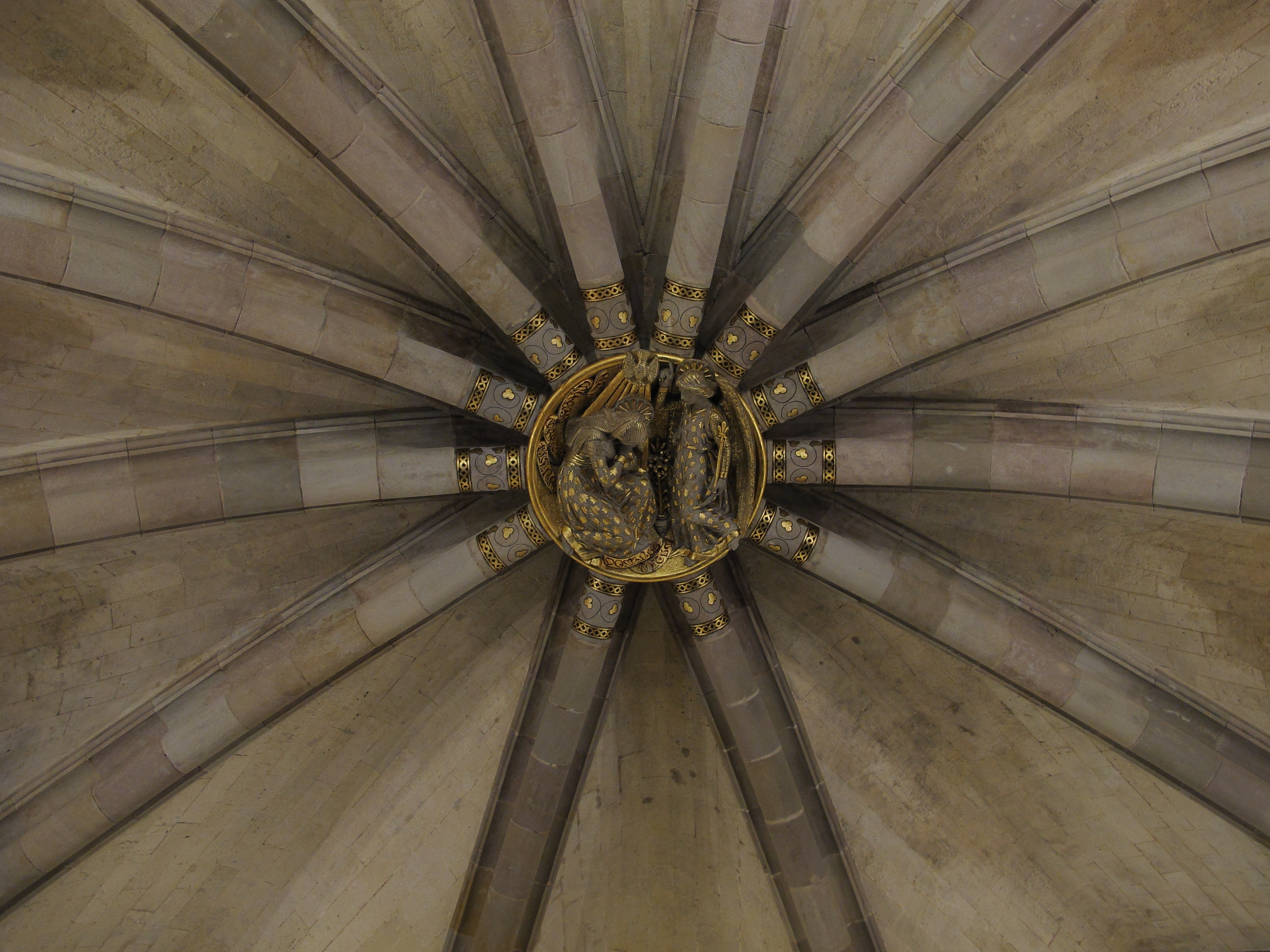
A boltozat záróköve
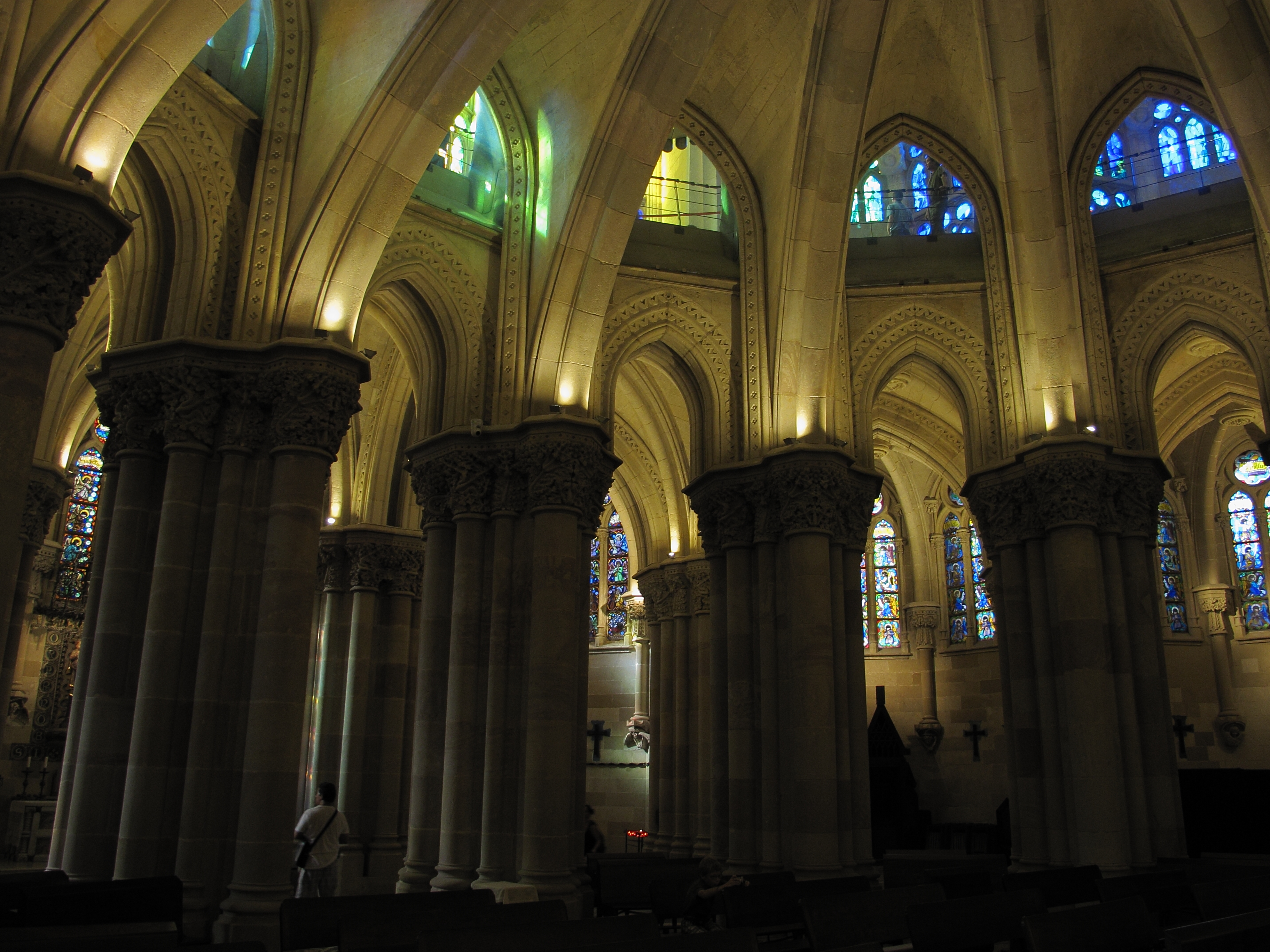
Kerengő a hét kápolnával
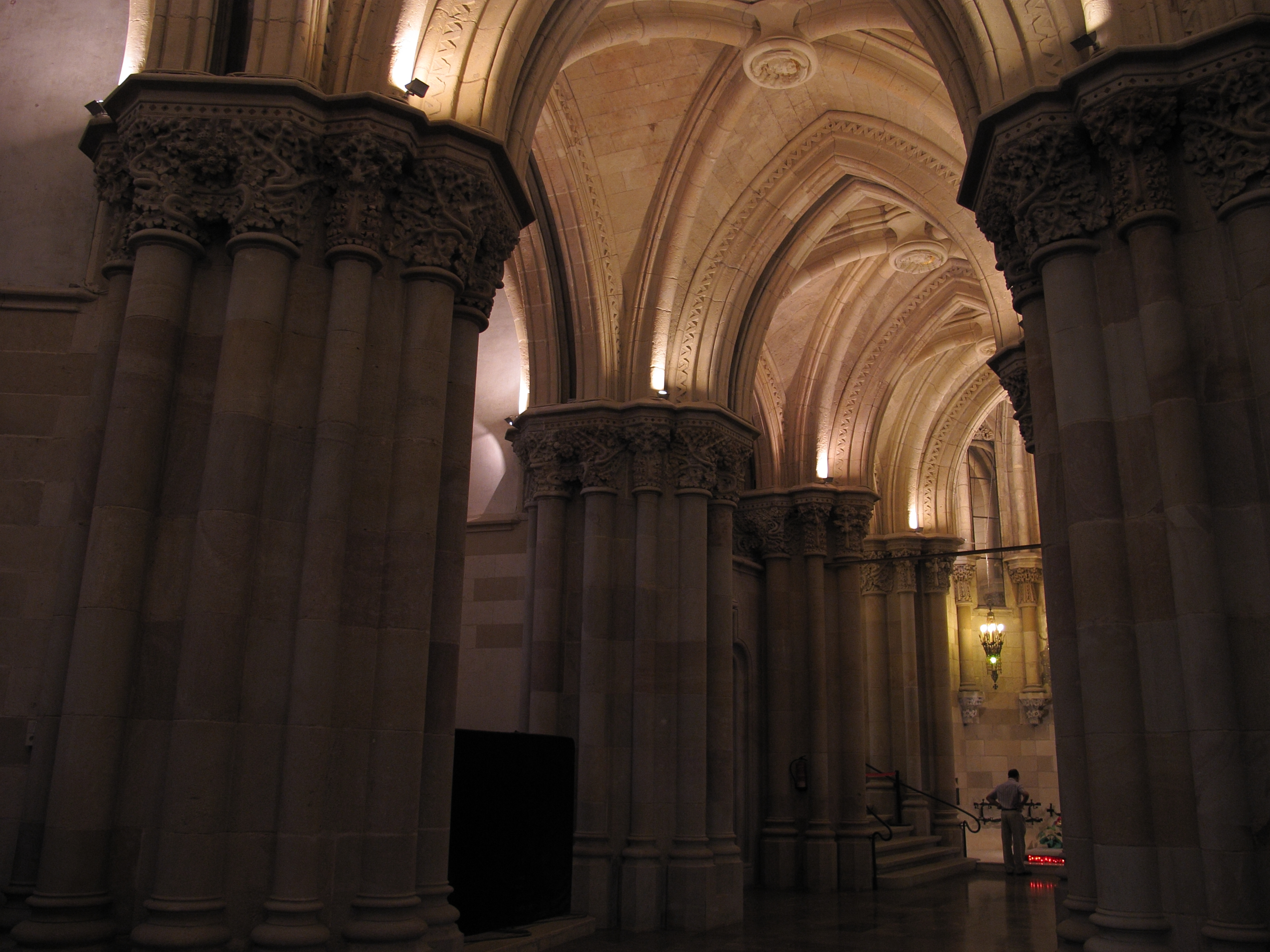
Körfolyosó kápolnákkal
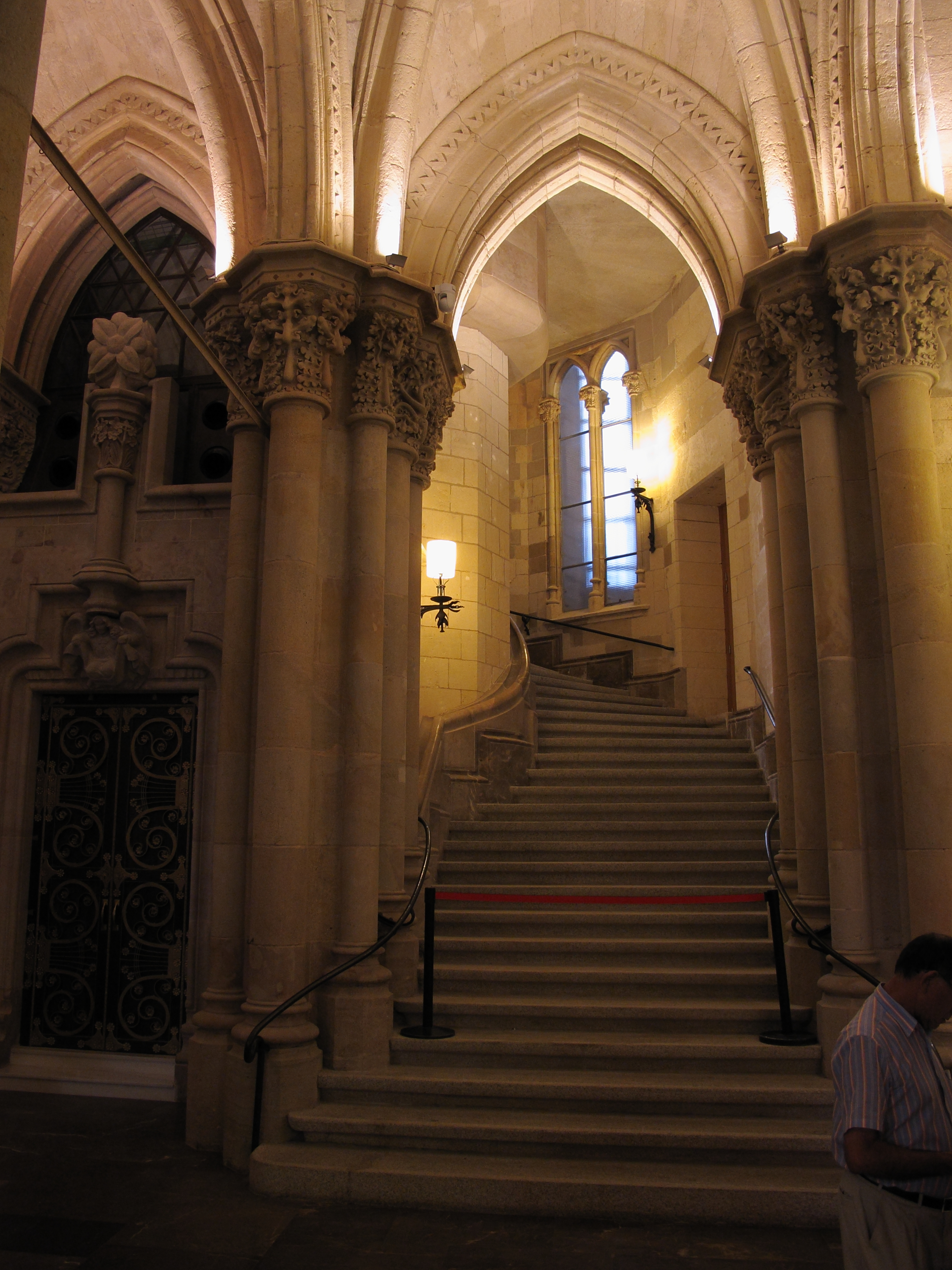
Lépcsősor
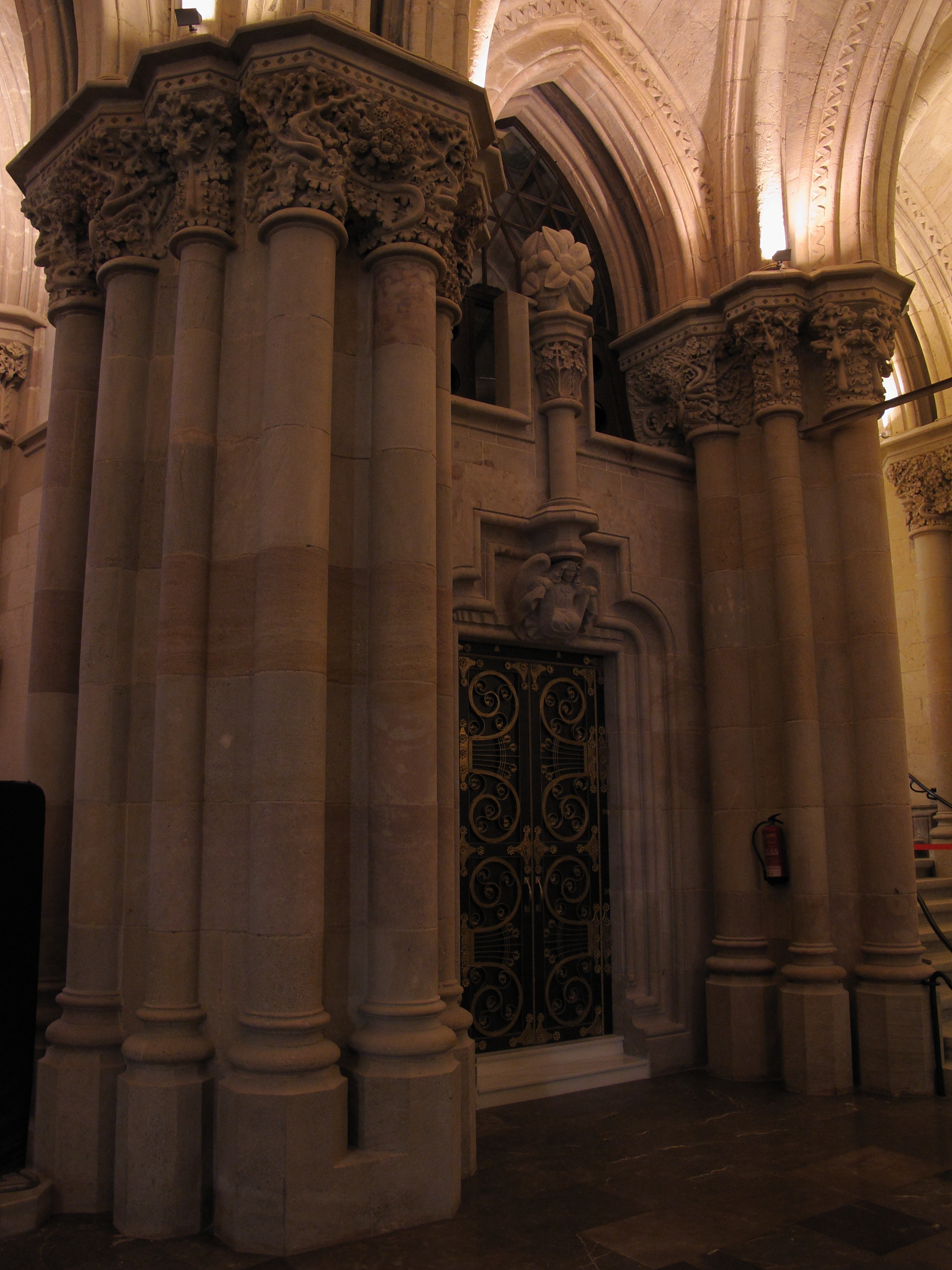
Ajtó

### Vonalfelületek
Gaudí a természetet tanulmányozva látta, hogy sok természeti alakzat megközelítőleg vonalfelület. Mivel a természetet tekintette tanítómesterének, kísérleti jelleggel bevezette a vonalfelületeket az építészetbe. A kísérletekhez a Colònia Güell-templom terveit használta. A később tervezett Szent Család-templomban a vonalfelületek kombinációit figyelhetjük meg, különösen a belső térben és a tetőtérben:
- A boltozatok forgáshiperboloidok, hozzájuk becsatlakozó hiperbolikus paraboloidokkal.
- Az ablakoknál mindezek mellett elliptikus hiperboloidokat is láthatunk.
- Az oszlopok két ellenkező irányú csavarfelület metszetei.
- A csigalépcsők tökéletes csavarfelületek.
- Az eddigi nyolc, és majd a még nem álló négy kaputorony a dicsőség kapujánál egy korábbi tervezési fázisból származik. Ezeknek az alakja forgásparaboloid, és a szenvedés kapujánál elliptikus paraboloid, amelyek viszont nem vonalfelületek.
- A négyezet és az apszis fölé építendő hat toronynak hiperbolikus parabolid felületekből kell összeállnia.

Ezáltal Gaudí lett az, aki a későbbi betonhéjépítészet által kedvelt formákat bevezette az építészetbe. Mivel ez az építési mód lehetetlenné teszi az iparilag sorozatgyártott elemek használatát, az építés csak lassan folytatható, hiszen minden követ egyenként kell a helyére igazítani.

### Statika

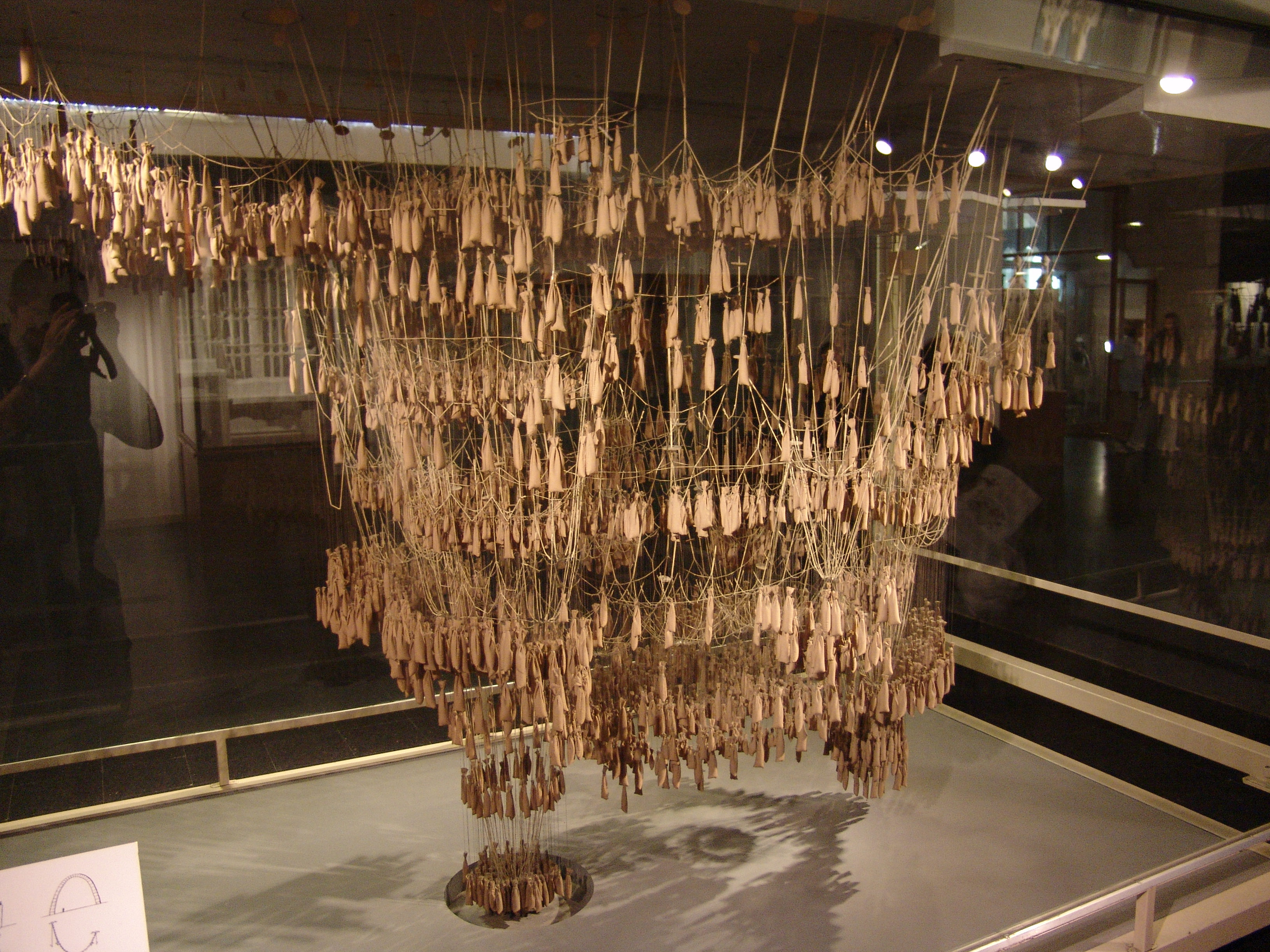
A Colònia Güell-templom függő statikamodelljének rekonstrukciója

Gaudí a Szent Család-templom statikáját a lényegesen kisebb Colònia Güell-templommal tesztelte. Itt Gaudí egy addigra már majdnem elfeledett technikát alkalmazott: az egész építmény köteleken függ. A modell csak a terhelés irányában különbözik az eredetitől, és arra szolgál, hogy segítsen olyan formát találni, ami csak nyomásra terhelhető, hajlításra nem; ilyen a láncgörbe és a kapocsvonal. Ezeket célzottan felhasználta arra, hogy alkotását kiegyensúlyozza. Ezt a módszert elterjedten használták a gótikában a nagy építményeknél.
A Colònia Güellel végzett sikereken felbuzdulva Gaudí magabiztosan vizsgálta a Szent Család-templom statikáját grafikus módszerekkel.
A felhasznált kövek az elemek feladata és felhasználása szerint különböző keménységűek. A díszítésekhez puhább, a hordozó elemekhez keményebb köveket használnak.

### Számok és méretek
A bazilika összhossza 90 m, szélessége 60 m. A főhajó szélessége 45 m.
A 18 torony közül 2021-ig 9 épült meg.
A főtorony 170 m magas lesz.

## Orgona

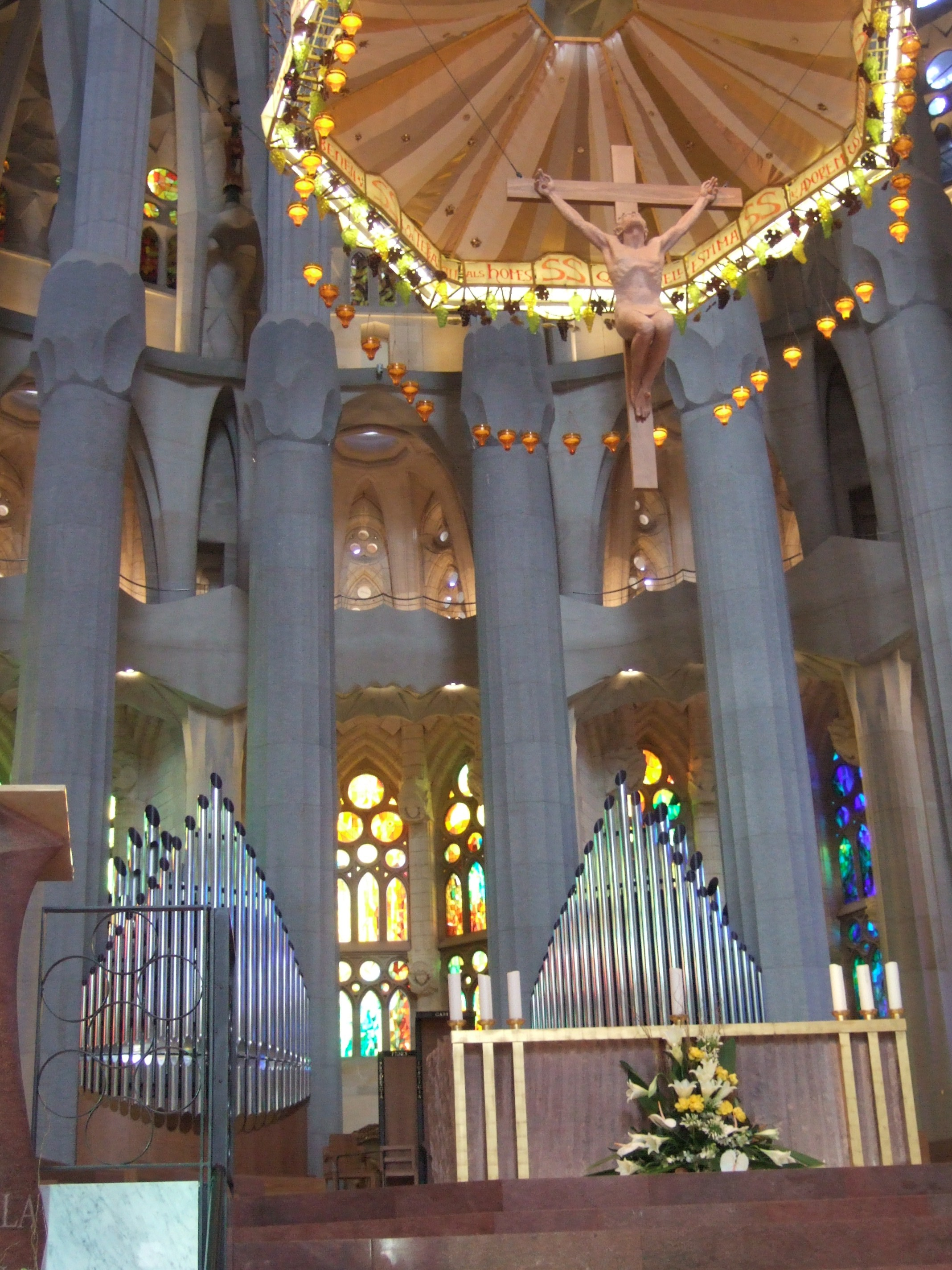
Az oltár az orgonával

Eddig még nem születtek tervek az orgonára, ami megfelelne a bazilika méreteinek, és képes annak tereit hanggal betölteni.
A kórustérben azonban már áll egy orgona, amelyet a Blancafort Orgueners des Montserrat 2010-ben adott át. A hangszer 26 regiszteres, 1492 síppal, két manuállal, két pedállal, és két orgonaházzal. A 8 méter magas és 3 méter széles orgona megfelel Gaudí általános stílusának, mivel az építész nem hagyott hátra terveket az orgonáról. A játékasztal szabadon mozgatható, a játék- és a regisztertraktúrák elektromosak.
Az orgona regiszterei:
| Pedal C–f1 |            |     |
| 1.         | Contrabajo | 16' |
| 2.         | Subajo     | 16' |
| 3.         | Contras    | 8'  |
| 4.         | Bajo       | 8'  |
| 5.         | Coral      | 4'  |
| 6.         | Fagot      | 16' |

| I Organo Mayor C–g3 |                   |      |
| 7.                  | Flautado de cara  | 8'   |
| 8.                  | Flautado Armonica | 8'   |
| 9.                  | Flautado Chimenea | 8'   |
| 10.                 | Octava            | 4'   |
| 11.                 | Docena            | 4'   |
| 12.                 | Quincena          | 2'   |
| 13.                 | Decisetena        | 8'   |
| 14.                 | Corneta V         | 8'   |
| 15.                 | Lleno III-IV      | 1/3' |
| 16.                 | Trompeta Real     | 8'   |

| II Expressivo C–g3 |                 |       |
| 17.                | Gran Principal  | 8'    |
| 18.                | Gamba           | 8'    |
| 19.                | Violon          | 8'    |
| 20.                | Voz Celeste     | 8'    |
| 21.                | Flautado Conica | 4'    |
| 22.                | Tapadillo       | 4'    |
| 23.                | Nasardo 12a     | 2/3'  |
| 24.                | Flabiolet       | 2'    |
| 25.                | Nasardo 17a     | 13/5' |
| 26.                | Oboe            | 8'    |

- Kapcsolóregiszterek: II/I, I/P, II/P
- Segédeszközök: elektronikus kombináló, visszajátszó rendszer.

## Problémák és tiltakozások
Az építés egyes egységeit időről időre tiltakozások kísérték. Így 1893-ban kritizálták Gaudínak azt a döntését, hogy először a keleti kaput építi meg, mivel a nyugati inkább a város felé néz, és így jobban szembeötlő lett volna.
Az 1950-es években aláírást gyűjtöttek az építkezés leállítása érdekében. Többek között aláírt Le Corbusier és Walter Gropius is, de végül nem lett hatása.
Az 1990-es években kiújultak a viták. Több, Oriol Bohigashoz közel álló építész és várostervező szerint az építkezés folytatását egyenesen be kellene tiltani.

## Pénzügyek
Az építkezés fedezetét máig José María Bocabella y Verdaguer elképzelései szerint teremtik meg. A szükséges pénzt kizárólag adományokból és alapítványi felajánlásokból, például belépőkből gyűjtik. A fő mecénások a konzervatív katolikus csoportok és a japánok. Évente 22 millió euró áll rendelkezésre. A megmaradt pénzt tovább adományozzák.

## Turizmus

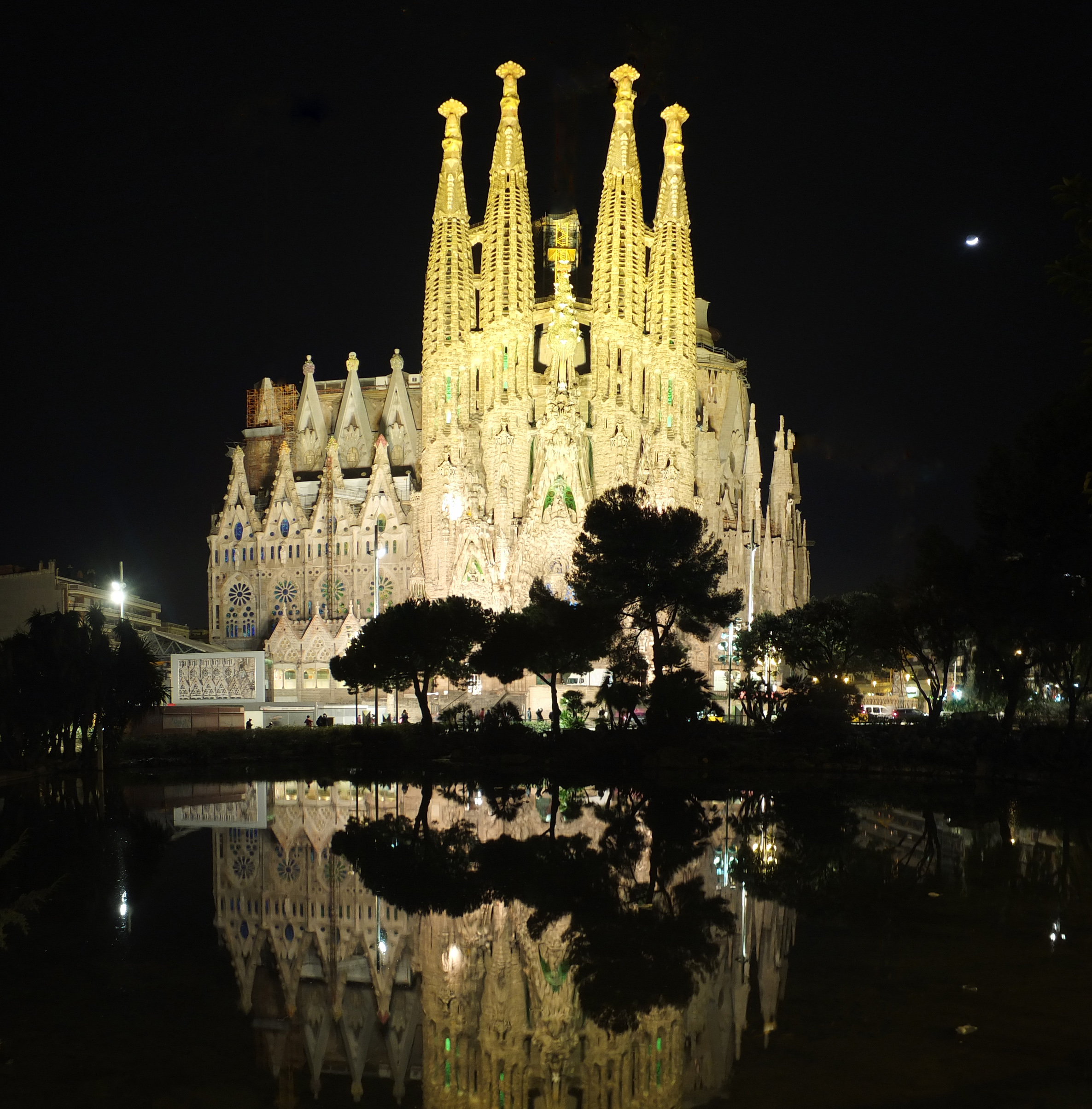
A Szent Család-templom éjszaka

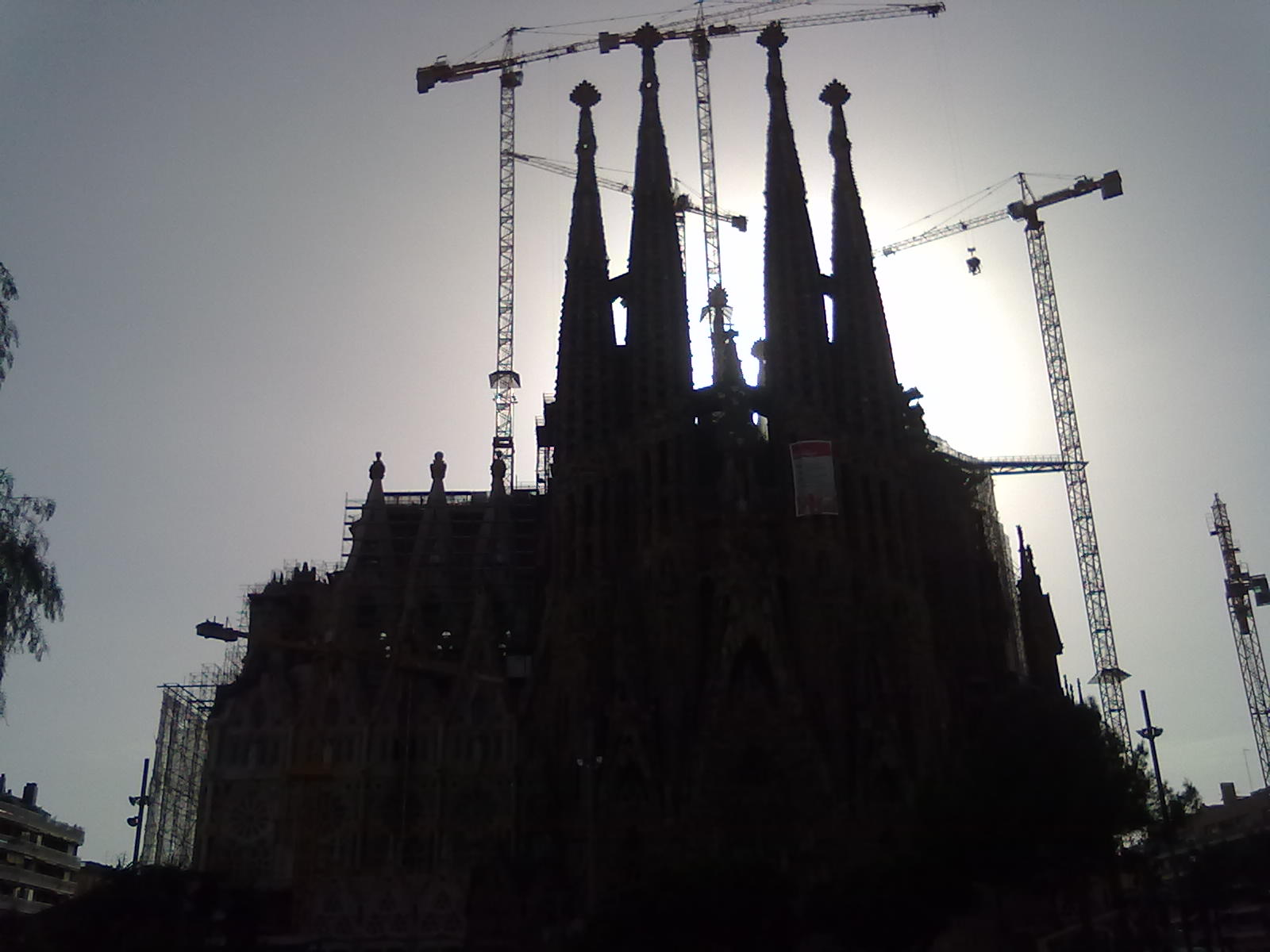
A templom darukkal 2010 októberében

A még befejezetlen építmény Barcelona egyik legfontosabb látnivalója, és évtizedek óta számos turistát csalogat magához. Az El Periódico de Catalunya cikkei szerint 2004-ben több mint kétmillióan látogatták meg, ami még a Pradót és az Alhambrát is felülmúlja. A turisták megtekinthetik a belső tér egy részét, és a már kész tornyok is nyitva állnak előttük. A tornyok meglátogatásában két felvonó segít. A kereszthajó alatt található a Gaudí Múzeum.

## Megjelenése művészeti alkotásokban
- A templomról és születéséről szól Móra Ferenc Egy különös műalkotásról című elbeszélése (megjelent a Túl a Palánkon című kötetben).
- A svájci Sagrada – das Wunder der Schöpfung  című film Stefan Haupt rendezésében 2012 vége óta látható a mozikban.[9]